# Radošov (Hradiště)
Radošov (deutsch Reschwitz, früher auch Reschowitz) ist eine Wüstung am Südrand des Truppenübungsplatzes Hradiště im Okres Karlovy Vary, Tschechien. Das erloschene Dorf wird heute statistisch als Grundsiedlungseinheit des Truppenübungsplatzes erfasst.

## Geographie
Radošov lag im südlichen Vorland des Duppauer Gebirges in einer Höhe von 700 m, sechs Kilometer nordöstlich von Bochov (Buchau). Die kalten Nordwinde werden vom Císařský vrch (Kaiserhöhe, 780 m) und vom Výšina (867 m) abgehalten. Das Gemeindegebiet umfasste einstmals 653 ha. Zu Radošov gehörten auch die außerhalb am Forellenbach (Velká Trasovka) gelegene obere Kleimühle und das Waldhaus.
Umliegende Orte waren Těš (Tösch) im Norden, Lochotín (Lochotin) im Nordosten, Horní Kleiův Mlýn (Obere Kleimühle) und Holetice (Holetitz) im Osten, Dolní Kleiův Mlýn (Untere Kleimühle), Albeřice (Alberitz) und Luka (Luck) im Südosten, Záhoří (Serles) und Hřivínov (Mokowitz) im Süden, Tis u Luk (Tiß) im Südwesten, Horní Valov (Ober Wohlau), Dolní Valov (Unter Wohlau) und Javorná (Ohorn) im Westen sowie Hradiště (Höfen), Březina (Pirk) und Doupovské Mezilesí (Olitzhaus) im Nordwesten.

## Geschichte
Die Schreibweise des Ortsnamens änderte sich mehrfach: Resnitz, Reschan, Reschow, Reswycz, Radessow und zuletzt Radošov bzw. deutsch Reschwitz.
Die erste urkundliche Erwähnung des Ortes stammt aus dem Jahr 1356, als Reschwitz einem Haugwitz von Lochotin gehörte. Die erste Pfarrkirche des Dorfes, die im Jahre 1384 erwähnt wird, war aus Holz gebaut und stand auf dem alten Friedhof am nordwestlichen Ende des Dorfes. Diese war zeitweilig eine Filialkirche von Luk. Eingepfarrt waren auch die benachbarten Dörfer Höfen, Pirk mit dem Weiler Tesch  und Tiß bei Luck.
Die Pfarrkirche von Reschwitz wurde in den Jahren 1776 bis 1777 als Barockbau neu errichtet und Johannes dem Täufer geweiht. Sie unterstand wie die Schule dem Patronat des Religionsfonds.
Im Jahre 1847 lebten 280 Einwohner in den 50 Häusern des Ortes, darunter acht jüdische Familien. Der Ort unterstand der Herrschaft Luck, wo sich auch der Sitz des Gerichtes befand, im Elbogener Kreis. Drei Jahre später, 1850, wurde Reschwitz eine eigenständige politische Gemeinde.
Unmittelbar vor dem Zweiten Weltkrieg lebten 326 Einwohner in 60 Häusern in Reschwitz, davon waren 325 Personen deutsch. Die deutsche Bevölkerung musste 1946 den Ort und die Tschechoslowakei verlassen, wodurch zahlreiche Häuser jahrelang leerstanden.
1955 verlor Radošov den Status eines Ortes. Danach wurde das Gebiet zu einer militärischen Zone erklärt und bei Truppenübungen 57 der Häuser zerstört. Nur drei Häuser blieben erhalten.